# At Newport
At Newport è un album che contiene le esibizioni al Newport Jazz Festival del 1957 con tre brani del trio di Eddie Costa, tre del quartetto del fisarmonicista jazz Mat Mathews e tre del Don Elliot Quartet.

## Tracce
Lato A
1. Taking a Chance on Love (Vernon Duke, Ted Felter, John Latouche) – The Eddie Costa Trio
2. There'll Never Be Another You (Phil Woods) – The Eddie Costa Trio with Dick Johnson and Rolf Kühn
3. I'll Remember April (Don Raye, Gene De Paul, Patricia Johnston) – The Eddie Costa Trio with Dick Johnson and Rolf Kühn

Lato B
1. I Never Knew (Ted Fiorito, Gus Kahn) – The Mat Mathews Quartet
2. Flamingo (Theodor Grouya, Edmund Anderson) – The Mat Mathews Quartet
3. Windmill Blues (Mat Mathews) – The Mat Mathews Quartet
4. Dancing in the Dark (Howard Dietz, Arthur Schwartz) – Don Elliot Quartet
5. I Love You (Cole Porter) – Don Elliot Quartet
6. 'S Wonderful (George Gershwin, Ira Gershwin) – Don Elliot Quartet

## Musicisti
Taking a Chance on Love
- Eddie Costa - pianoforte
- Ernie Furtado - contrabbasso
- Al Beldini - batteria

There'll Never Be Another You
- Eddie Costa - pianoforte
- Dick Johnson - sassofono alto
- Rolf Kühn - clarinetto
- Ernie Furtado - contrabbasso
- Al Beldini - batteria

I'll Remember April
- Eddie Costa - pianoforte
- Dick Johnson - sassofono alto
- Rolf Kühn - clarinetto
- Ernie Furtado - contrabbasso
- Al Beldini - batteria

I Never Knew, Flamingo e Windmill Blues
- Mat Mathews - accordion
- Hank Jones - pianoforte
- Ernie Furtado - contrabbasso
- Johnny Cresci - batteria

Dancing in the Dark, I Love You e 'S Wonderful
- Don Elliot - vibrafono, bongos, mellophone
- Bill Evans - pianoforte
- Ernie Furtado - contrabbasso
- Al Beldini - batteria